# Mark Ladwig
Mark Ladwig (ur. 6 maja 1980 w Fargo, Dakota Północna, Stany Zjednoczone) – amerykański łyżwiarz figurowy, startujący w konkurencji par sportowych wraz z partnerką Amandą Evora. Razem zdobyli wicemistrzostwo USA w 2010 roku.
Od kwietnia 2010, razem z Amandą Evora, znajdują się na 17. miejscu w rankingu par sportowych Międzynarodowej Unii Łyżwiarskiej. W parze z Amandą Evora startował na Igrzyskach w Vancouver. W konkurencji par sportowych zajęli 10. miejsce.